# Whisper (chanson de Superbus)
Pour les articles homonymes, voir Whisper.
Singles de Superbus
À la chaîne
(2012) Smith'n'Wesson
(2013)
Whisper est le troisième single de Sunset, cinquième album studio du groupe français Superbus.

## Composition et paroles
La chanson a été écrite et composée par Jennifer Ayache. Elle y évoque les films d'horreur des années 80 et 90. On peut y retrouver un pont musical joué par le guitariste Richie Sambora du groupe Bon Jovi. Cependant, ce dernier ne sera pas crédité en featuring sur la pochette du single, comme c'est le cas sur l'album.

## Parution
Le single est sorti en digital le 30 novembre 2012 et n'a pas bénéficié de support physique.

## Clip vidéo
Le clip, réalisé par Jennifer Ayache et Morgan Dalibert, a été tourné en octobre 2012 et pour coller parfaitement au thème, est sorti le 31 octobre, jour d'Halloween. On y découvre des références à de nombreux films d'horreur, notamment ceux cités dans la chanson. Cinq enfants jouent chacun le rôle de l'un des membres du groupe lors des phases de playback. Les Superbus à proprement parler jouent chacun un rôle de créature des ténèbres dans ce mini-film d'horreur.
Le clip a été jugé trop choquant pour passer à la télévision en journée et ne fut donc diffusé qu'après 22h.